# 3746 Heyuan
3746 Heyuan (1964 TC1) là một tiểu hành tinh vành đai chính.